# Melinho
Tarcisio Rogério Pereira (* 26. března 1980, Santa Bárbara d'Oeste) známý jako Melinho je bývalý brazilský záložník, kariéru ukončil v roce 2017.

## Klubová kariéra
Většinu jeho kariéry působil v brazilských mužstvách. Krátce působil ve Villarealu.

### SFC Opava
Melinho zamířil do Opavy v roce 2004. Debutu v opavském dresu se dočkal dne 8. srpna 2004 v zápase proti Příbrami, ve kterém v 83. minutě střídal Jana Baránka. Zápas skončil výhrou Marily 2:1. Premierovou branku za SFC vstřelil 18. září téhož roku, v zápase proti Jablonci.

### SK Sigma Olomouc
V létě 2005 odešel do hanácké Sigmy. První gól v Olomouci vstřelil dne 14. srpna 2005, opět proti Jablonci. V září 2010 s Olomoucí rozvázal kontrakt. V Sigmě nastoupil celkem do 90 zápasů a vstřelil 14 branek.

### TuS Koblenz
Dne 2. července 2009 odešel na roční hostování s možností opce do německého Koblenzu. Zde se však neprosadil a vrátil se do Olomouce.

### FC DAC 1904 Dunajská Streda
V lednu 2011 podepsal smlouvu do konce příští sezony. Nastoupil však pouze do 6 zápasů.